# Caiophora pentlandii
Caiophora pentlandii là một loài thực vật có hoa trong họ Loasaceae. Loài này được (Paxton) G.Don ex Loudon mô tả khoa học đầu tiên năm 1855.